# Caudamaeolus petalus
Caudamaeolus petalus är en kvalsterart som beskrevs av P. Balogh 1988. Caudamaeolus petalus ingår i släktet Caudamaeolus och familjen Damaeolidae. Inga underarter finns listade i Catalogue of Life.